# Conus vikingorum
Conus vikingorum é uma espécie de gastrópode do gênero Conus, pertencente a família Conidae.